# 50 Cassiopeiae
50 Cassiopeiae è una stella della costellazione di Cassiopea. Di magnitudine apparente +3,95 dista 156 anni luce dal sistema solare.
La stella è stata creduta per lungo tempo una sospetta nebulosa, e per questo motivo è stata catalogata anche con il numero 771 del New General Catalogue (NGC 771), riservato di norma agli oggetti del profondo cielo.
Si tratta di una stella bianca di sequenza principale di tipo spettrale A2V; con una massa 2,6 quella solare ed un raggio 1,7 volte superiore, emana 64 volte più luce del Sole.